# تپه و محوطه حاجی‌آباد ورامین
تپه و محوطه حاجی‌آباد ورامین مربوط به دوران پیش از تاریخ ایران باستان است و در شهرستان جیرفت، بخش مرکزی، روستای ورامین واقع شده و این اثر در تاریخ ۱۱ دی ۱۳۸۰ با شمارهٔ ثبت ۴۵۹۰ به‌عنوان یکی از آثار ملی ایران به ثبت رسیده است.